# التنبؤ باصطدام الكويكبات

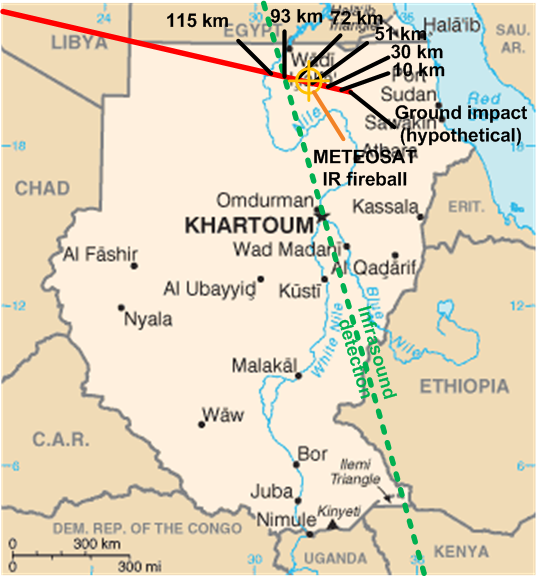

التنبؤ باصطدام الكويكبات هو التنبؤ بتواريخ وأوقات اصطدام الكويكبات بالأرض، مع التنبؤ بأماكن وشدة هذه الاصطدامات.
تقوم عملية التنبؤ بالاصطدامات على ثلاث خطوات رئيسية:
1. اكتشاف الكويكب والتقدير المبدئي لمداره والذي غالبًا ما يكون قائمًا على قوس مراقبة قصير بنحو أقل من أسبوعين.
2. متابعة المراقبة للتحسين من عملية تحديد مدار الكويكب.
3. حساب وقت ومكان تقاطع مدار الكويكب مع الأرض في المستقبل.[1]

اتخاذ الإجراءات اللازمة عند التنبؤ بحدوث الاصطدام (بالرغم من عدم اعتبار هذا جزءًا ضروريًا من عملية التنبؤ).
تُكتشف أغلب الكويكبات عن طريق آلات تصوير على تليسكوبات ذات مجال رؤية واسع. تستخدم برامج تمييز الصور للمقارنة بين الصور الملتقطة حديثًا لجزء معين من السماء بالصور الأقدم لنفس الجزء، وهذا لبيان حركة الأجرام، أو التغير في السطوع، أو ظهور أجرام جديدة. عادةً ما تقوم هذه الأنظمة بعدد من عمليات الرصد في كل ليلة، والتي يمكن ربطها وتجميعها للتنبؤ بمدار أولي للجرم. يمكن أن يساعد هذا على التنبؤ بالمواقع التقريبية لهذا الجرم خلال الليالي اللاحقة، ثم متابعة رصده باستخدام تليسكوب أقوى لتحديد مكان هذا الجرم المكتشف حديثًا. تُجرى حسابات تقاطع مدار هذا الجرم بالأرض عن طريق نظام «الحارس» المُدار بواسطة وكالة ناسا، أو نظام الموقع الديناميكي للأجرام القريبة من الأرض (NEODyS) التابع لوكالة الفضاء الأوروبية (ESA).
تمكن العلماء من التنبؤ ببضع كويكبات قريبة متوسطة الحجم قبل اصطدامها المتوقع بعدة سنوات، ولكن باحتمالية ضئيلة لتصطدم بالأرض فعليًا. توجد أيضًا بعض النيازك التي تمكن العلماء من التنبؤ باصطدامها قبل الحادث ببضع ساعات، ولكن كانت كلها صغيرة وضربت الأرض في المناطق البرية والمحيطات، وبالتالي لم تسبب أي إصابات بشرية. تستطيع الأنظمة الحالية أن تتنبأ بالجرم المصطدم بالأرض فقط عند توفر عدد من العوامل، أهمها اتجاه اقتراب الجرم بالنسبة للشمس، والطقس، وطور القمر. وغالبًا ما تكون نسبة صحة التنبؤ ضئيلة، خاصةً مع الكويكبات الصغيرة. تزداد كفاءة التنبؤ مع الوقت بفعل تحديث الأنظمة الحالية وبناء أنظمة أخرى حديثة، ويمكن التغلب على مشكلة النقطة العمياء الموجودة حول الشمس والتي تواجهها كل الأنظمة الحالية عن طريق بناء نظام فضائي متخصص.

## التاريخ
في عام 1992، أوصى تقرير مقدم إلى وكالة ناسا بعمل دراسة استقصائية منظمة عرفت باسم حارس الفضاء (سبيس غارد) لاكتشاف ومتابعة الكويكبات العابرة لمدار الأرض. كان مقدرًا لهذه الدراسة أن تكتشف 90% من جميع الأجرام الأكبر من كيلومتر خلال 25 سنة. أوصى تقرير آخر لناسا بعد 3 سنوات بإجراء دراسات تفتيشية لاكتشاف بين 60% إلى 70% من الأجرام قصيرة المدى والقريبة للأرض والأكبر من كيلومتر خلال مدة 10 سنوات مع إكمال البحث لاكتشاف 90% منها خلال خمس سنوات أخرى.
تبنت ناسا في عام 1992 مشروع إيجاد وفهرسة 90% من جميع الأجرام القريبة للأرض التي تتعدى أقطارها كيلومترًا واحدًا وتشكل خطرًا باصطدامها بالأرض، وذلك بحلول عام 2008. اُختيرت الأجرام التي تتعدى أقطارها الكيلومتر استنادًا على دراسة ضخمة وضحت أن اصطدام الجرم الأصغر من الكيلومتر يمكن أن يسبب أضرارًا بالغة على المستوى المحلي، ولكن من المستبعد أن يتسبب في كارثة عالمية. أما اصطدام الجرم البالغ قطره كيلومترًا أو أكثر يمكن أن يسبب كارثة عالمية قد تؤدي إلى انقراض الجنس البشري. أدى تبني ناسا لهذا المشروع إلى تمويل عدد من عمليات البحث عن الأجرام القريبة من الأرض، والتي حققت تقدمًا ملحوظًا بواقع 90% من أهداف المشروع بحلول عام 2008 وفقًا لما هو مُخطط، وحققت أيضًا أول تنبؤ ناجح لاصطدام كويكب بالأرض وهو الكويكب «2008 تي سي3» البالغ حجمه أربعة أمتار، والذي تم رصده بنحو 19 ساعة من اصطدامه بالأرض. ومع ذلك، بيّن عدد من الأجرام القريبة للأرض المكتشفة في عام 2009 والتي تتراوح أقطارها بين اثنين إلى ثلاثة كيلومترات مثل «2009 سي آر2»، و«2009 إتش سي82»، و«2009 كي جي»، و«2009 إم إس»، و«2009 أو جي» أن هناك المزيد من الأجرام الضخمة التي يمكن رصدها.
اُكتشف الكويكب الصغير «ديوند 367943» في عام 2012 ونجح العلماء في التنبؤ باقترابه وليس اصطدامه بالأرض بعد 11 شهرًا. كان هذا تنبؤًا مميزًا إذ بلغ حجم الجرم 20 متر × 40 متر فقط وكان يُراقَب عن كثب. وأثناء مراقبة هذا الكويكب الصغير يوم مروره بجانب الأرض عند أقرب نقطة، ظهر كويكب آخر صغير بشكل غير متوقع قادمًا نحو الأرض من اتجاه الشمس، ولم يرُصد هذا الكويكب الآخر من قبل ولم يتنبأ أحد بقدومه. وكان هذا الكويكب في مسار تصادم مع الأرض بخلاف الكويكب «ديوند»، واصطدم فعلًا بالأرض قبل مرور الكويكب «ديوند» بنحو 16 ساعةً، وهو ما يُعرف الآن بـ«نيزك تشيليابنسك». نتج عن هذا الحادث إصابة نحو 1500 شخص، وإتلاف أكثر من 7000 مبنى، وهذا زاد من الوعي بخطورة اصطدام الكويكبات الصغيرة خاصةً في الأماكن المأهولة بالسكان. قُدِّر عرض هذا الكويكب بنحو 17 مترًا.
صرحت مؤسسة «بي 612» في عام 2018 أنها متأكدة بنسبة 100% أن الأرض ستصطدم بكويكب مدمر، ولكنها غير متأكدة من موعد هذا الاصطدام. ووضح أيضًا عالم الفيزياء «ستيفن هوكينغ» أن أكبر المخاطر التي تحيق بالأرض هي اصطدام الكويكبات بها، وذلك بكتابه الأخير «إجابات مختصرة لأسئلة كبيرة» عام 2018. وحذر المجلس الوطني للعلوم والتكنولوجيا بالولايات المتحدة أن أمريكا غير مستعدة لأي حادث اصطدام نيزكي، وذلك في يونيو عام 2018، ونشرت أيضًا وثيقة تُعرف باسم «الاستراتيجية الوطنية وخطة العمل والتأهب لاصطدام الأجرام القريبة بالأرض» لتطوير الاستعداد لمثل هذه الحوادث.

## الاستجابة للاصطدام المتوقع
يبدأ تقييم شدة الاصطدام بمجرد التنبؤ بوقوعه، بعدها توضع خطة للتعامل مع الحادث. يمكن أن تكون خطة التعامل الموضوعة بسيطة للغاية بشكل لا يتعدى تحذير المواطنين فقط، وهذا اعتمادًا على وقت وشدة الاصطدام المتوقع. على سبيل المثال، بالرغم من عدم التنبؤ بنيزك «تشيليابنسك» في عام 2013، استطاعت المعلمة «يوليا كاربيشيفا» أن ترصد النيزك عبر نافذة الفصل. وظنت وقتها أنه من الحكمة أن تتخذ إجراءات وقائية عن طريق توجيه التلاميذ بالابتعاد عن النوافذ والاختباء تحت المكاتب بالفصل. وعند الانفجار، أُصيبت المعلمة التي ظلت واقفةً في مكانها بالعديد من الجروح القطعية إثر تحطم زجاج النوافذ والذي أدى أيضًا إلى تمزق بأحد أوتار ذراعها وفخذها الأيسر، ولكن لم يصب أي من تلاميذها التي وجهتهم بالاختباء تحت مكاتبهم بأي جروح. وإذا تمكن العلماء من التنبؤ بوقوع هذا النيزك، كان من الممكن أن تُوجَّه التحذيرات للمواطنين، فهذه الإجراءات الوقائية البسيطة يمكن أن تقلل من عدد الجرحى بشكل كبير، فالأطفال الذين لم يكونوا مع هذه المعلمة تعرضوا لإصابات عديدة.
يمكن أن تشمل خطة التعامل إخلاء مناطق بشكل كامل من السكان في حالة كان الاصطدام المتنبأ بوقوعه شديدًا، أو يمكن القيام بمهمة دفاعية لصد هذا الكويكب، وذلك في حالة وجود وقت كافي للقيام بهذه المهمة قبل وقوع الاصطدام. ووفقًا لشهادة الخبراء في الكونغرس الأمريكي عام 2013، ستحتاج ناسا لمدة تصل إلى 5 سنوات على الأقل من التجهيزات لإطلاق مهمة تعترض الكويكب قبل اصطدامه بالأرض.

## اقرأ أيضا
- منظمة النيازك الدولية